# ترویولو
ترویولو (به ایتالیایی: Treviolo) یک کومونه در ایتالیا است که در استان برگامو واقع شده‌است.

## خصوصیات
ترویولو ۸٫۷ کیلومترمربع مساحت و ۱۰٬۳۶۳ نفر جمعیت دارد و ۲۲۵ متر بالاتر از سطح دریا واقع شده‌است.

## خواهرخوانده
شهرهای بوگو ا موتسانو و Gmina Łęczna خواهرخوانده‌های ترویولو هستند.